# Minnesmärke över tsunamikatastrofen 2004

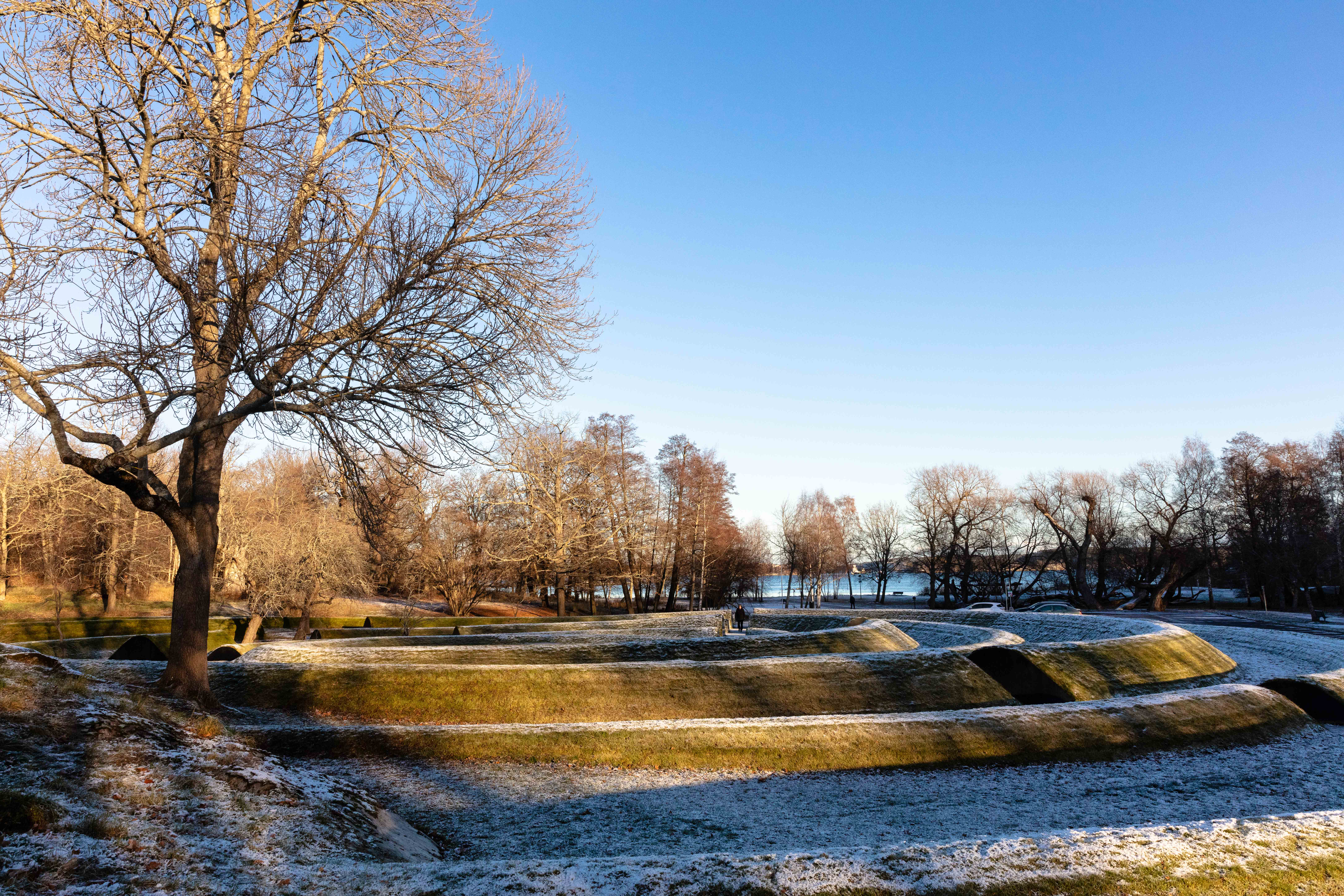
På vintern

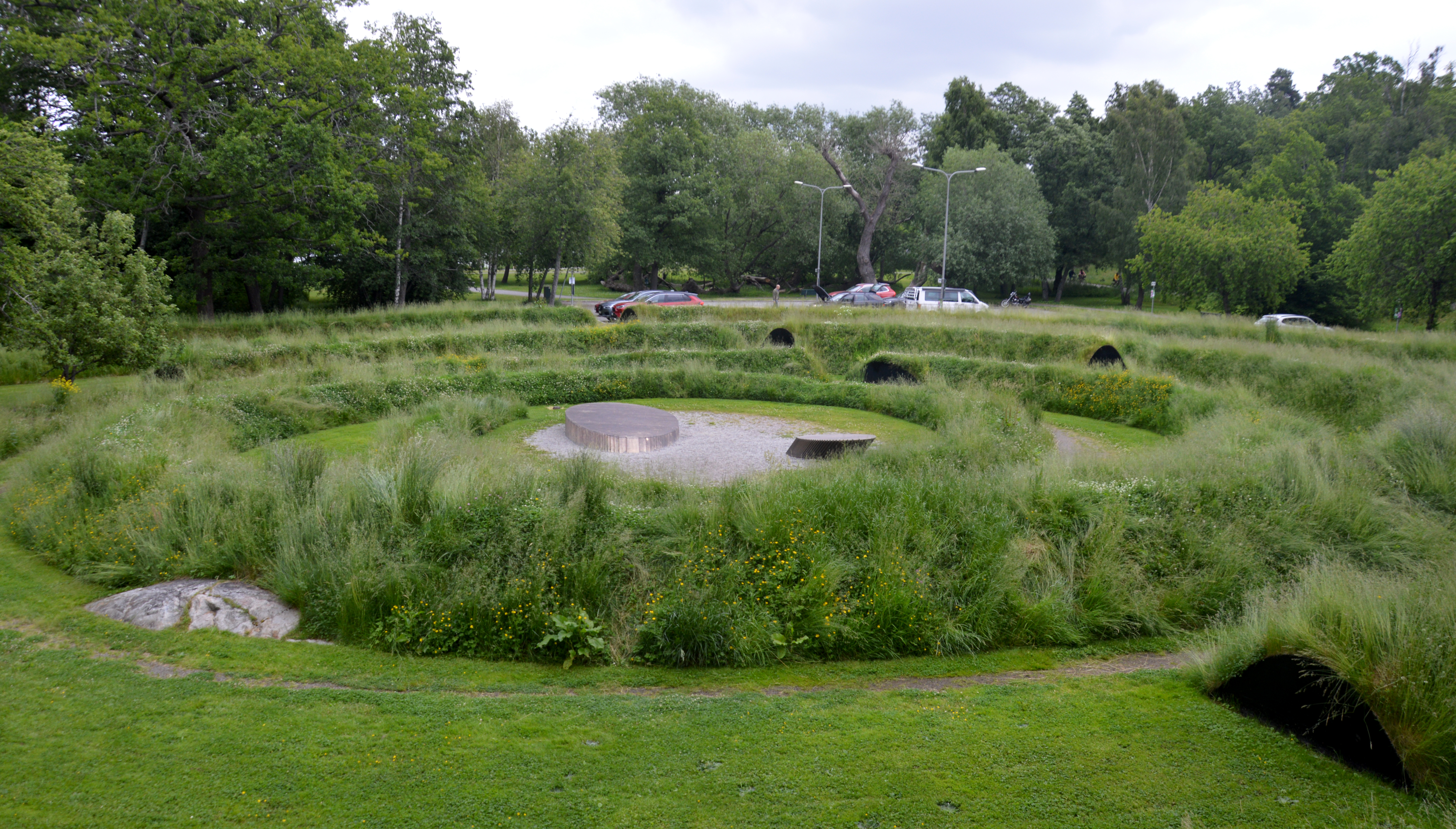
Under sommaren

Minnesmärke över tsunamikatastrofen 2004, eller Gravitational Ripples, är ett minnesmärke över offren för jordbävningen i Indiska oceanen 2004, som är placerat vid Blockhusudden på Djurgården i Stockholm.
I april 2017 vann Lea Porsager en av Statens fastighetsverk och  Statens konstråd anordnad tävling om ett minnesmärke över offren för tsunamikatastrofen vid Indiska oceanen 2004 att uppföras på en södersluttning på Djurgården i Stockholm. Förslaget, Gravitational Ripples (svenska: "gravitationsvågor") och är ett jordkonst-konstverk med ett antal bågformade låga gräsbeklädda vallar i en form som är inspirerad av den gyllene spiralen, en spiral baserad på fibonaccital.
Minnesmärket invigdes den 5 juni 2018.